# Acompocoris alpinus
Acompocoris alpinus is een wants uit de familie van de bloemwantsen (Anthocoridae). De soort werd het eerst wetenschappelijk beschreven door Odo Reuter in 1875.

## Uiterlijk
De bruinzwarte bloemwants is macropteer (langvleugelig) en kan 3 tot 3,5 mm lang worden. De voorvleugels zijn bruin met dichte beharing. De kop, het halsschild en het scutellum zijn zwart gekleurd. Het donkere doorzichtige deel van de voorvleugels heeft kleurloze banden langs de aders. De pootjes zijn bruin of roodbruin met vaak donkerbruine tarsi. Van de donkerbruine antennes zijn het derde en vierde segment even lang. Acompocoris alpinus lijkt op Acompocoris pygmaeus, die heeft echter een derde en vierde antennesegment van verschillende lengte en heeft een doorzichtig deel van de voorvleugels zonder kleurloze banden langs de aders.

## Leefwijze
De wants doorstaat de winter als volwassen wants en er is een enkele generatie per jaar. De nieuwe generatie is te vinden vanaf juli. De volwassen wantsen kunnen van april tot in oktober en in december worden aangetroffen op naaldbomen, normaliter op dennen (Pinus) waar ze jagen op kleine insecten zoals bladluizen.

## Leefgebied
De soort is in België en Nederland algemeen, verder komt de wants voor in Noord- en Midden-Europa tot in Siberië.